# 스타드 볼라르트 들렐리스
스타드 볼라르트 들렐리스(프랑스어: Stade Bollaert-Delelis)는 프랑스 랑스에 있는 축구 겸 럭비 경기장으로, RC 랑스의 홈 구장으로 사용되고 있으며 41,233명을 수용할 수 있다. UEFA 유로 1984와 1998년 FIFA 월드컵, 1999년 럭비 월드컵, 2007년 럭비 월드컵, UEFA 유로 2016 경기장으로 선정되었다.